# معركة دابيل (1517)
وقعت معركة دابيل في عام 1517 بين الدولة العثمانية والدولة الصفوية للسيطرة على إيميريتي.

## قبل المعركة
في عام 1517، نجح السلطان ديو في كسب تأييد والي بايبورت لدى العثمانيين، ميرزا محمد بك، ابن قيزيل أحمد. كما هو معروف، فإن الأمير الجورجي مانوشهر، الذي هزمه السلطان ديف في عام 1516 ولجأ إلى العثمانيين، تلقى الدعم من الدولة العثمانية وفي عام 1517 جاء إلى ولاية مسخي (سامتشهي-ساتاباغو) مع الجيش العثماني بقيادة قيزيل أحمد بك.

## معركة
عاد حاكم إيميريتي من الإمبراطورية العثمانية مع جيش تركي وبدأ بنهب ممتلكات كفاركفاري مرة أخرى. وفي المعركة التي جرت في دابيل، هزم القزلباش الجيش العثماني، وقُتل القائد العثماني، وتمكن حاكم إيميريتي من إنقاذ حياته بالفرار إلى الجبال.